# Lomnice nad Lužnicí
Lomnice nad Lužnicí é uma cidade checa localizada na região da Boêmia do Sul, distrito de Jindřichův Hradec.